# Mindre stigstekel
Mindre stigstekel (Priocnemis coriacea) är en stekelart som beskrevs av Anders Gustav Dahlbom 1843. Mindre stigstekel ingår i släktet sågbenvägsteklar, och familjen vägsteklar. Enligt den finländska rödlistan är arten nationellt utdöd i Finland. Arten är reproducerande i Sverige. Artens livsmiljö är skogar.